# 43028 Gnosca
43028 Gnosca è un asteroide della fascia principale. Scoperto nel 1999, presenta un'orbita caratterizzata da un semiasse maggiore pari a 2,588087 UA e da un'eccentricità di 0,200516, inclinata di 9,839719° rispetto all'eclittica. Ha un diametro di 5,561 km, un periodo di rotazione di 3,94 ore e un'albedo di 0,329.
È dedicato a Gnosca, località del Canton Ticino dove è stato scoperto l'oggetto celeste.